# Ptygonotus xinglongshanensis
Ptygonotus xinglongshanensis is een rechtvleugelig insect uit de familie veldsprinkhanen (Acrididae). De wetenschappelijke naam van deze soort is voor het eerst geldig gepubliceerd in 1994 door Zheng, Wang, Pan, Zhang & Zhang.